# Běšiny
Běšiny (deutsch Bieschin) ist eine Gemeinde in Tschechien. Sie liegt elf Kilometer südlich von Klatovy im Tal des Drnový potok und gehört zum Okres Klatovy.

## Geschichte
Bereits in frühen Jahren entstand hier eine Landfeste, von der heute noch einige Gebäude erhalten sind.
Die erste schriftliche Erwähnung stammt aus dem Jahr 1379, als die Gegend den Herren Častovoj, Sudov und Drslav von Bieschin gehörte, deren Nachfahren das Dorf bis 1612 hielten. Vierzehn Jahre gehörte der Ort den Lamingar von Albenreuth  und später dann den Herren von Kolowrat.

## Gemeindegliederung
Die Gemeinde Běšiny besteht aus den Ortsteilen Běšiny, Hořákov (Horschakow), Hubenov (Hubenau), Kozí (Kutzau), Rajské (Rajska) und Úloh (Auloch). Grundsiedlungseinheiten sind Běšiny, Hořákov, Kozí, Rajské und Úloh.

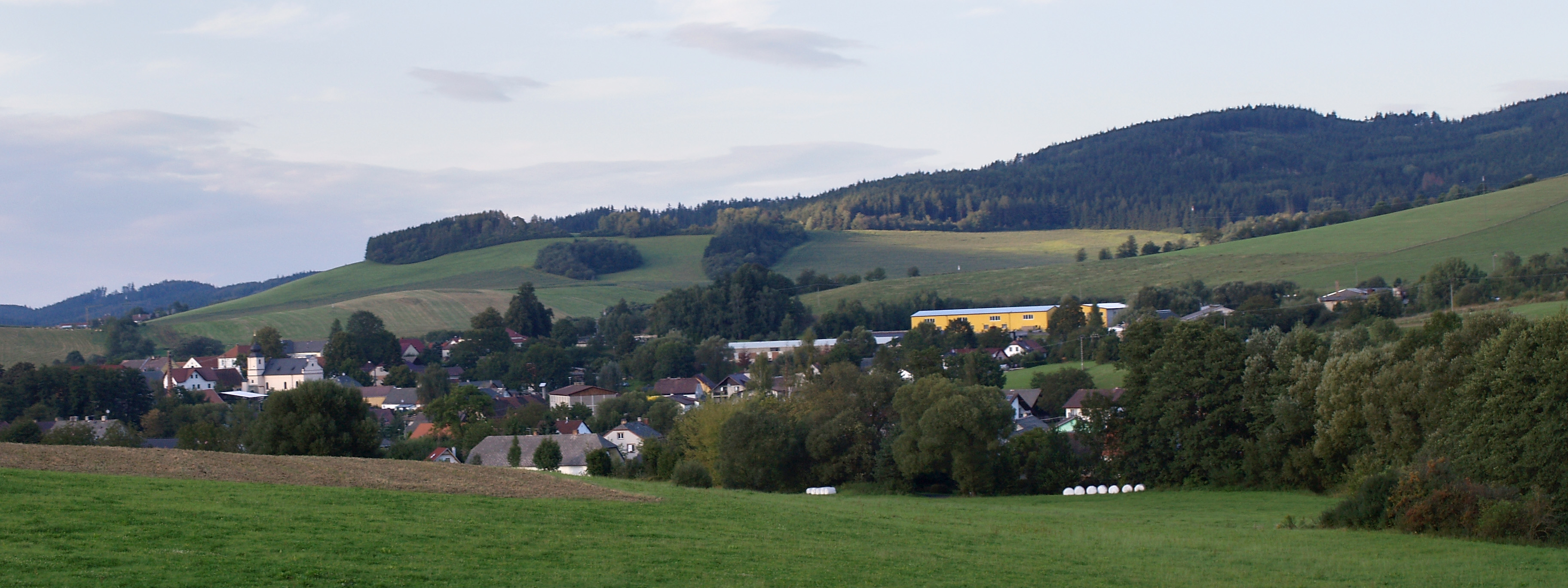
Blick von Süden auf Běšiny

Das Gemeindegebiet gliedert sich in die Katastralbezirke Běšiny, Hořákov, Kozí, Rajské und Úloh.

## Partnergemeinden
Běšiny befindet sich seit 2005 in einer Gemeindefreundschaft mit der bayerischen Gemeinde Lalling und der französischen Gemeinde Remy.